# Aguilarit
Aguilarit (Genth, 1891), chemický vzorec Ag4SeS, je kosočtverečný minerál. Pojmenován podle: Ponciano Aguilar – správce dolu San Carlos (Guanajuato, Mexiko), kde byl minerál poprvé nalezen Williamem Nivenem.

## Původ
Nízkoteplotní minerál hydrotermálních ložisek bohatých na stříbro a selen, ale se zjevným nedostatkem síry.

## Morfologie
Kostrovité "pseudododekaedry", které bývají protažené ve směrech hran „pseudokrychle“ nebo „pseudooktaedru“ a dosahují velikosti až 3 cm. Obvykle bývá jehličkovitý, vláskovitý nebo jen kusový. Časté jsou i jeho drátkovité a houbovité agregáty. Při normální teplotě tvoří paramorfózy po krychlové modifikaci, která je stálá od 130 °C.

## Vlastnosti
- Fyzikální vlastnosti: Tvrdost 2,5, hustota 7,40-7,59 g/cm³, štěpnost chybí, lom hákovitý.
- Optické vlastnosti: Barva: za čerstva jasně olověně šedá, po delší době přechází na železně černou. Lesk kovový, průhlednost: opakní, vryp šedočerný.
- Chemické vlastnosti: Složení: Ag 79,53 %, Se 14,55 %, S 5,91 %, jako příměs běžně Cu.

## Parageneze
- akantit, naumannit, stříbro, stefanit, proustit, pearceit, kalcit, křemen

## Využití
Ruda stříbra.

## Naleziště
Vzácný minerál.
- Česko – Předbořice, Slavkovice (u Nového Města na Moravě)
- Chile – provincie La Rioja – El Chire na průzkumném ložisku na selenidových žilách spolu s řadou dalších vzácných nově popsaných selenidů např. chrisstanleyitem, clausthalitem, naumannitem
- Mexiko – Guanajuato – Důl San Carlos, kde byl aguilarit poprvé objeven na křemeni nebo v bezbarvém kalcitu na ložisku stříbra